# FA Women's Super League
FA Women's Super League (FA WSL, WSL) är den högsta ligan för damfotboll i England. Ligan drivs av The Football Association (FA) och lanserades ursprungligen med åtta deltagande klubbar i en semiprofessionell division i april 2011, då den ersatte FA Women's Premier League som den högsta damligan i England. Chelsea är den mest framgångsrika klubben med åtta ligatitlar.
De första tre säsongerna fanns det bara en division, men 2014 infördes WSL 2 med tio deltagande lag. Från och med säsongen 2018/2019 har WSL återgått till att bestå av en division, som för första gången är helprofessionell. WSL 2 bytte samtidigt namn till Women's Championship (FA WC, WC).
Den tidigare högstaligan FA Women's Premier League hade spelats höst-vår, men WSL spelades ursprungligen vår-höst. Med början 2017/18 gick man dock tillbaka till att spela höst-vår i likhet med de flesta andra ligorna i England. Våren 2017 spelades en särskild Spring Series för att det inte skulle bli ett för långt speluppehåll.
Från och med säsongen 2016 har antalet klubbar i WSL successivt ökat. Sedan säsongen 2019/2020 deltar tolv klubbar i högstadivisionen. Från och med säsongen 2026/27 expanderar ligan till fjorton lag.
Ettan får en direktplats till Champions League medan tvåan och trean får kvala till gruppspelet. Klubbarna i WSL får delta i FA Women's Cup, motsvarigheten till herrarnas FA-cup. Det finns även en cup kallad FA Women's League Cup, där endast klubbarna i WSL och WC får delta.

## Klubbar
Följande tolv klubbar spelar i WSL 2025/2026:
- Arsenal
- Aston Villa
- Brighton & Hove Albion
- Chelsea
- Everton
- Leicester City
- London City Lionesses
- Liverpool
- Manchester City
- Manchester United
- Tottenham Hotspur
- West Ham United

## Mästare
| Säsong    | Vinnare         | Andra plats     | Tredje plats    |
| --------- | --------------- | --------------- | --------------- |
| 2011      | Arsenal         | Birmingham City | Everton         |
| 2012      | Arsenal         | Birmingham City | Everton         |
| 2013      | Liverpool       | Bristol Academy | Arsenal         |
| 2014      | Liverpool (2)   | Chelsea         | Birmingham City |
| 2015      | Chelsea         | Manchester City | Arsenal         |
| 2016      | Manchester City | Chelsea         | Arsenal         |
| 2017/2018 | Chelsea (2)     | Manchester City | Arsenal         |
| 2018/2019 | Arsenal (3)     | Manchester City | Chelsea         |
| 2019/2020 | Chelsea         | Manchester City | Arsenal         |
| 2020/2021 | Chelsea         | Manchester City | Arsenal         |
| 2021/2022 | Chelsea (5)     | Arsenal         | Manchester City |